# 589780 Ajka
589780 Ajka este o planetă minoră (asteroid) din Outer Main Belt⁠(d). A fost descoperită pe 7 octombrie 2010 la Piszkéstetői Obszervatórium⁠(d) de . 
Obiectul prezintă o orbită caracterizată de o semiaxă mare de 3,2390283057608 UAi, o excentricitate de 0,083287512020505, o înclinație de 15,758164603843 ° în raport cu ecliptica.